# Julen Azkue
Julen Azkue Unzueta, conocido futbolísticamente como Julen Azkue, es un futbolista español nacido el 21 de septiembre de 1995 en Zarauz, Guipúzcoa, País Vasco. Juega en la posición de centrocampista en el Real Unión Club de la Primera División RFEF.

## Carrera del club
Es un jugador formado en la cantera de la SD Eibar. En la temporada 2014/2015 jugó cedido en el CD Lagun Onak por la SD Eibar. Al regresar de su cesión, Azkue formó parte del equipo filial de la SD Eibar, el CD Vitoria. En la temporada 2016/2017 consiguió el ascenso a la Segunda División B de España. 
En la temporada 2017/2018 debuta en Copa del Rey con la SD Eibar entrando como sustituto por Joan Jordán en la derrota por 1-0 contra el Celta de Vigo. En su primera temporada en Segunda División B de España es el jugador con más minutos del CD Vitoria y segundo máximo goleador con 5 goles. También fue elegido como integrante del mejor 11 del año del grupo II de la Segunda División B de España por la página «Hablemos de Bronce».
En junio de 2018, firma por una temporada con el Arenas Club de Getxo, de la Segunda División B de España, donde juega 33 partidos y realiza 2 goles.
Para la temporada 2019-2020 se compromete con el CD Tudelano, de la Segunda División B de España. Durante esta temporada el CD Tudelano se proclama subcampeón de la Copa Real Federación Española de Fútbol y participa en la Copa del Rey. En enero de 2020, se desvincula del CD Tudelano para fichar por la Sociedad Deportiva Amorebieta. La temporada 2020-2021 juega en el Club de Fútbol Villanovense, llegando a disputar con el equipo extremeño un total de 24 partidos oficiales en los que marcó dos goles. Para la temporada 2021-2022 se compromete con el Atlético Sanluqueño de la Primera División RFEF.
Para la temporada 2022-2023 ficha por el Real Unión Club de la Primera División RFEF.

## Clubes
| Club                          | País   | Año         |
| ----------------------------- | ------ | ----------- |
| SD Eibar                      | España | 2013 - 2014 |
| CD Lagun Onak (Cedido)        | España | 2014 - 2015 |
| SD Eibar                      | España | 2015 - 2018 |
| Arenas Club de Getxo          | España | 2018 - 2019 |
| CD Tudelano                   | España | 2019 - 2020 |
| Sociedad Deportiva Amorebieta | España | 2020        |
| Club de Fútbol Villanovense   | España | 2020 - 2021 |
| Atlético Sanluqueño           | España | 2021 - 2022 |
| Real Unión Club               | España | 2022 - 2023 |

Debut SD Eibar: 28 de noviembre de 2017 Celta de Vigo 1-0 SD Eibar